# Coelorinchus
Coelorinchus is een geslacht van de familie van rattenstaarten (Macrouridae) en kent 118 soorten.

## Taxonomie
Het geslacht kent de volgende soorten:
- Coelorinchus acanthiger - Barnard, 1925
- Coelorinchus acantholepis - Gilbert & Hubbs, 1920
- Coelorinchus aconcagua - Iwamoto, 1978
- Coelorinchus acutirostris - Smith & Radcliffe, 1912
- Coelorinchus amirantensis - Iwamoto, Golani, Baranes & Goren, 2006
- Coelorinchus amydrozosterus - Iwamoto & Williams, 1999
- Coelorinchus anatirostris - Jordan & Gilbert, 1904
- Coelorinchus anisacanthus - Sazonov, 1994
- Coelorinchus aratrum - Gilbert, 1905
- Coelorinchus argentatus - Smith & Radcliffe, 1912
- Coelorinchus argus - Weber, 1913
- Coelorinchus aspercephalus - Waite, 1911
- Coelorinchus asteroides - Okamura, 1963
- Coelorinchus australis - (Richardson, 1839)
- Coelorinchus biclinozonalis - Arai & Mcmillan, 1982
- Coelorinchus bollonsi - McCann & McKnight, 1980
- Coelorinchus braueri - Barnard, 1925
- Coelorinchus brevirostris - Okamura, 1984
- Coelorinchus caelorhincus - (Risso, 1810)
- Coelorinchus campbellicus - McCann & McKnight, 1980
- Coelorinchus canus - (Garman, 1899)
- Coelorinchus caribbaeus - (Goode & Bean, 1885)
- Coelorinchus carinifer - Gilbert & Hubbs, 1920
- Coelorinchus carminatus - (Goode, 1880)
- Coelorinchus caudani - (Koehler, 1896)
- Coelorinchus celaenostomus - McMillan & Paulin, 1993
- Coelorinchus charius - Iwamoto & Williams, 1999
- Coelorinchus chilensis - Gilbert & Thompson, 1916
- Coelorinchus cingulatus - Gilbert & Hubbs, 1920
- Coelorinchus commutabilis - Smith & Radcliffe, 1912
- Coelorinchus cookianus - McCann & McKnight, 1980
- Coelorinchus cylindricus - Iwamoto & Merrett, 1997
- Coelorinchus denticulatus - Regan, 1921
- Coelorinchus divergens - Okamura & Yatou, 1984
- Coelorinchus dorsalis - Gilbert & Hubbs, 1920
- Coelorinchus doryssus - Gilbert, 1905
- Coelorinchus fasciatus - (Günther, 1878)
- Coelorinchus flabellispinnis - (Alcock, 1894)
- Coelorinchus formosanus - Okamura, 1963
- Coelorinchus gaesorhynchus - Iwamoto & Williams, 1999
- Coelorinchus geronimo - Marshall & Iwamoto, 1973
- Coelorinchus gilberti - Jordan & Hubbs, 1925
- Coelorinchus gladius - Gilbert & Cramer, 1897
- Coelorinchus goobala - Iwamoto & Williams, 1999
- Coelorinchus gormani - Iwamoto & Graham, 2008
- Coelorinchus hexafasciatus - Okamura, 1982
- Coelorinchus hige - Matsubara, 1943
- Coelorinchus hoangi - Iwamoto & Graham, 2008
- Coelorinchus horribilis - McMillan & Paulin, 1993
- Coelorinchus hubbsi - Matsubara, 1936
- Coelorinchus immaculatus - Sazonov & Iwamoto, 1992
- Coelorinchus infuscus - McMillan & Paulin, 1993
- Coelorinchus innotabilis - McCulloch, 1907
- Coelorinchus japonicus - (Temminck & Schlegel, 1846)
- Coelorinchus jordani - Smith & Pope, 1906
- Coelorinchus kaiyomaru - Arai & Iwamoto, 1979
- Coelorinchus kamoharai - Matsubara, 1943
- Coelorinchus karrerae - Trunov, 1984
- Coelorinchus kermadecus - Jordan & Gilbert, 1904
- Coelorinchus kishinouyei - Jordan & Snyder, 1900
- Coelorinchus labiatus - (Koehler, 1896)
- Coelorinchus lasti - Iwamoto & Williams, 1999
- Coelorinchus leptorhinus - Chiou, Shao & Iwamoto, 2004
- Coelorinchus longicephalus - Okamura, 1982
- Coelorinchus longissimus - Matsubara, 1943
- Coelorinchus macrochir - (Günther, 1877)
- Coelorinchus macrolepis - Gilbert & Hubbs, 1920
- Coelorinchus macrorhynchus - Smith & Radcliffe, 1912
- Coelorinchus maculatus - Gilbert & Hubbs, 1920
- Coelorinchus marinii - Hubbs, 1934
- Coelorinchus matamua - (McCann & McKnight, 1980)
- Coelorinchus matsubarai - Okamura, 1982
- Coelorinchus maurofasciatus - McMillan & Paulin, 1993
- Coelorinchus mayiae - Iwamoto & Williams, 1999
- Coelorinchus mediterraneus - Iwamoto & Ungaro, 2002
- Coelorinchus melanobranchus - Iwamoto & Merrett, 1997
- Coelorinchus melanosagmatus - Iwamoto & Anderson, 1999
- Coelorinchus mirus - McCulloch, 1926
- Coelorinchus multifasciatus - Sazonov & Iwamoto, 1992
- Coelorinchus multispinulosus - Katayama, 1942
- Coelorinchus mycterismus - McMillan & Paulin, 1993
- Coelorinchus mystax - McMillan & Paulin, 1993
- Coelorinchus nazcaensis - Sazonov & Iwamoto, 1992
- Coelorinchus notatus - Smith & Radcliffe, 1912
- Coelorinchus occa - (Goode & Bean, 1885)
- Coelorinchus oliverianus - Phillipps, 1927
- Coelorinchus parallelus - (Günther, 1877)
- Coelorinchus pardus - Iwamoto & Williams, 1999
- Coelorinchus parvifasciatus - McMillan & Paulin, 1993
- Coelorinchus platorhynchus - Smith & Radcliffe, 1912
- Coelorinchus polli - Marshall & Iwamoto, 1973
- Coelorinchus productus - Gilbert & Hubbs, 1916
- Coelorinchus quadricristatus - (Alcock, 1891)
- Coelorinchus quincunciatus - Gilbert & Hubbs, 1920
- Coelorinchus radcliffei - Gilbert & Hubbs, 1920
- Coelorinchus scaphopsis - (Gilbert, 1890)
- Coelorinchus semaphoreus - Iwamoto & Merrett, 1997
- Coelorinchus sereti - Iwamoto & Merrett, 1997
- Coelorinchus sexradiatus - Gilbert & Hubbs, 1920
- Coelorinchus shcherbachevi - Iwamoto & Merrett, 1997
- Coelorinchus sheni - Chiou, Shao & Iwamoto, 2004
- Coelorinchus simorhynchus - Iwamoto & Anderson, 1994
- Coelorinchus smithi - Gilbert & Hubbs, 1920
- Coelorinchus sparsilepis - Okamura, 1984
- Coelorinchus spathulata - McMillan & Paulin, 1993
- Coelorinchus spilonotus - Sazonov & Iwamoto, 1992
- Coelorinchus spinifer - Gilbert & Hubbs, 1920
- Coelorinchus supernasutus - McMillan & Paulin, 1993
- Coelorinchus thompsoni - Gilbert & Hubbs, 1920
- Coelorinchus thurla - Iwamoto & Williams, 1999
- Coelorinchus tokiensis - (Steindachner & Döderlein, 1887)
- Coelorinchus trachycarus - Iwamoto, McMillan & Shcherbachev, 1999
- Coelorinchus triocellatus - Gilbert & Hubbs, 1920
- Coelorinchus trunovi - Iwamoto & Anderson, 1994
- Coelorinchus velifer - Gilbert & Hubbs, 1920
- Coelorinchus ventrilux - Marshall & Iwamoto, 1973
- Coelorinchus vityazae - Iwamoto, Shcherbachev & Marquardt, 2004
- Coelorinchus weberi - Gilbert & Hubbs, 1920

Albatrossia · Asthenomacrurus · Bathygadus · Cetonurichthys · Cetonurus · Coelorinchus · Coryphaenoides · Cynomacrurus · Echinomacrurus · Gadomus · Haplomacrourus · Hymenocephalus · Idiolophorhynchus · Kumba · Kuronezumia · Lepidorhynchus · Lucigadus · Macrosmia · Macrouroides · Macrourus · Malacocephalus · Mataeocephalus · Mesobius · Nezumia · Odontomacrurus · Pseudocetonurus · Pseudonezumia · Sphagemacrurus · Squalogadus · Trachonurus · Trachyrincus · Ventrifossa